# Ciborinia
Ciborinia is een geslacht van schimmels behorend tot de familie Sclerotiniaceae. De typesoort is Ciborinia bifrons, maar deze is later hernoemd naar Ciborinia whetzelii.

## Soorten
Volgens Index Fungorum bestaat het geslacht uit 23 soorten (peildatum maart 2023):
| Soortnaam                               | Auteur(s)                           | Publicatiejaar |
| --------------------------------------- | ----------------------------------- | -------------- |
| Ciborinia allii                         | (Sawada) L.M. Kohn                  | 1979           |
| Ciborinia bresadolae                    | (Rick) J.T. Palmer                  | 1992           |
| Ciborinia camelliae                     | L.M. Kohn                           | 1979           |
| Ciborinia candolleana (Eikenknolkelkje) | (Lév.) Whetzel                      | 1945           |
| Ciborinia ciborium                      | (Vahl) T. Schumach. & L.M. Kohn     | 1985           |
| Ciborinia confundens                    | (Whetzel) Whetzel                   | 1945           |
| Ciborinia davidsoniana                  | Whetzel ex J.W. Groves & Bowerman   | 1955           |
| Ciborinia erythronii                    | (Whetzel) Whetzel                   | 1945           |
| Ciborinia foliicola                     | (E.K. Cash & R.W. Davidson) Whetzel | 1945           |
| Ciborinia gentianae                     | I. Saito & Kaji                     | 2006           |
| Ciborinia gracilipes                    | (Cooke) Seaver                      | 1951           |
| Ciborinia gracilis                      | (Clem.) Whetzel                     | 1945           |
| Ciborinia hemisphaerica                 | W.Y. Zhuang & Zheng Wang            | 1997           |
| Ciborinia hirsuta                       | L.M. Kohn & Korf                    | 1982           |
| Ciborinia hirtella                      | (Boud.) L.R. Batra & Korf           | 1959           |
| Ciborinia jinggangensis                 | W.Y. Zhuang & Zheng Wang            | 1997           |
| Ciborinia megaspora                     | Raitv., K.S. Thind & R. Sharma      | 1985           |
| Ciborinia pseudobifrons                 | Whetzel ex J.W. Groves & Bowerman   | 1955           |
| Ciborinia seaveri                       | J.W. Groves & Bowerman              | 1955           |
| Ciborinia trillii                       | L.R. Batra & Korf                   | 1959           |
| Ciborinia violae                        | L.R. Batra & Korf                   | 1959           |
| Ciborinia whetzelii                     | (Seaver) Seaver                     | 1951           |
| Ciborinia wisconsinensis                | L.R. Batra                          | 1960           |